# 黑夫惊家书木牍
黑夫惊家书木牍是1975年于中国湖北省云梦县城关睡虎地十一號墓出土的秦代竹簡中发现的秦军士兵家书，亦称为“黑夫家书木牍”、“黑夫书信”、“惊书信”。记录了一名叫“黑夫”和“惊”的兄弟俩分别写给同胞兄长“衷”的家书，据考证这两封秦代木牍家书写于公元前221年至207年，为中国历史上现存最早的家书。家书用隶书写在两片木简的正反面，字迹清晰可辨，保存完好，对于研究秦代兵役制度和秦代人文风貌研究具有极高的历史价值。